# Ranuli-Piedmont-Gletscher
Der Ranuli-Piedmont-Gletscher (bulgarisch ледник Ранули lednik Ranuli) ist ein in südsüdost-nordnordwestlicher Ausdehnung 13,5 km langer und 5,1 km breiter Vorlandgletscher im westantarktischen Ellsworthland. Auf der Ostseite der Sentinel Range im Ellsworthgebirge entwässert er die Osthänge des Barnes Ridge und speist in ostnordöstlicher Richtung den Rutford-Eisstrom, in nördlicher den Young-Gletscher sowie nach Süden den Ellen-Gletscher.
US-amerikanische Wissenschaftler kartierten ihn 1988. Die bulgarische Kommission für Antarktische Geographische Namen benannte ihn 2012 nach der antiken Ortschaft Ranuli im Südosten Bulgariens.